# Ceratomontia annae
Ceratomontia annae is een hooiwagen uit de familie Triaenonychidae.